# Leptoperilissus obeliscator
Leptoperilissus obeliscator är en stekelart som först beskrevs av Shaumar 1966.  Leptoperilissus obeliscator ingår i släktet Leptoperilissus och familjen brokparasitsteklar. Inga underarter finns listade i Catalogue of Life.